# マルチン・ミエルチェフスキ
マルチン・ミエルチェフスキ（ポーランド語: Marcin Mielczewski, 1600年頃 - 1651年9月）は、ポーランドの作曲家。
1638年からワルシャワの王室礼拝堂の音楽家となった。1645年には国王ヴワディスワフ4世の弟カロル・フェルディナント・ヴァザの宮廷楽長に就任した。
第一作法（古典的な様式）と第二作法（現代的な様式）の双方の作品を残している。また2つもしくは3つの楽器を協奏的に用いたカンツォーナが7作ある。ダンツィヒ（現在のグダニスク）、ベルリン、パリで出版されていることから、知名度があったことがうかがえる。なお、ミサ曲『オ・グロリオザ・ドミナ』とカンツォーナの1つでポーランドの民謡が引用されている。特に後者はクラシック音楽にマズルカが使用された最古の例として注目される。

## 文献
- Szweykowski, Zygmunt M. "Marcin Mielczewski", Grove Music Online, ed. L. Macy